# متلیکا
متلیکا (به آلمانی: Möttling) در اسلوونی با جمعیت ۸٬۱۲۳ نفر است.